# 機雷敷設艦

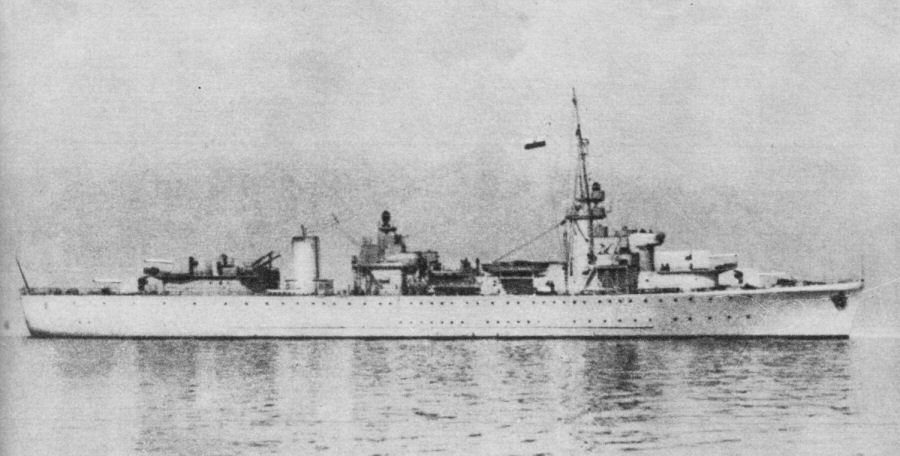
第二次世界大戦時のポーランド海軍の機雷敷設艦グルィフ

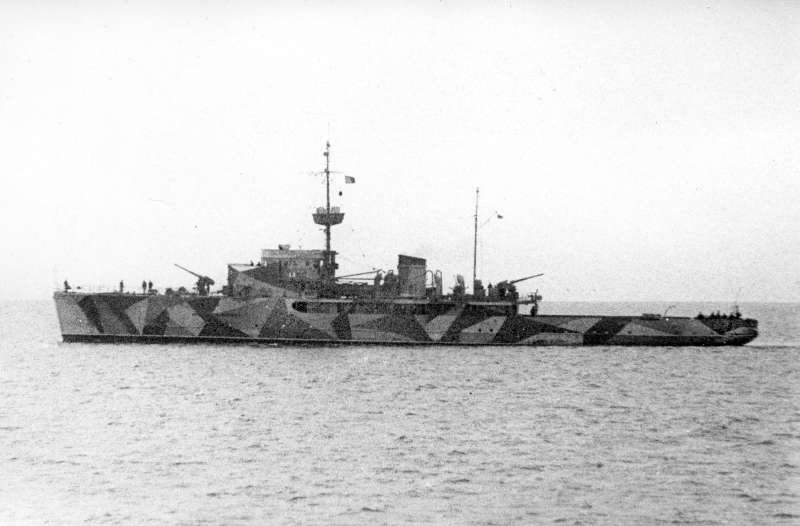
ルーマニアの機雷敷設艦/海防艦アミラル・ムルヂェスク

機雷敷設艦（きらいふせつかん）は、機雷を海中に敷設するための海軍の艦艇。
機雷敷設艦の大きさは非常に幅があり、ボートのような排水量数百トンの小さな艦もあれば、駆逐艦のような数千トンある艦まであり多種多様である。搭載する機雷とは別に、多くの機雷敷設艦は自艦防衛用の兵装を搭載している。水上艦だけでなく、潜水艦も機雷を敷設可能であり、アメリカ海軍のアルゴノートはそのような潜水艦の一例である。
第二次世界大戦後は、多くの水上艦や潜水艦、航空機によって敷設が行える機雷が開発されたこともあり、専用の機雷敷設艦を保有する国は少ない。

## 歴史
おそらく、歴史上最も有名な機雷敷設艦は第一次世界大戦中のガリポリの戦いで名を馳せたオスマン帝国海軍の機雷敷設艦ヌスレットである。1915年3月18日、ヌスレットが敷設した機雷はイギリス海軍の戦艦イレジスティブルとオーシャン、ならびにフランス海軍の戦艦ブーヴェを撃沈するという大戦果を挙げた。また、さかのぼる1904年にはロシア海軍の機雷敷設艦アムールが設置した機雷により、日本海軍の戦艦初瀬と八島が撃沈されている。

### 第一次世界大戦後
第一次世界大戦には、湾岸要塞を守るための機雷敷設艇（英語：Mine planter ）が作られた。第二次世界大戦では、外洋には出られず湾岸要塞の重要度も下がったことから、海軍で改造され補助機雷敷設艦（ACM / MMA）とされ日本やヨーロッパ戦線で使用され、ブイなどの施設に向いていたことからアメリカ合衆国灯台局で使用された。

### 第二次世界大戦後
大部分の海軍は専用の機雷敷設艦を用いていない。機雷敷設の必要がある場合、例えばアメリカ海軍は航空機や水上艦・潜水艦から設置できるMk60キャプター機雷、潜水艦の魚雷発射管から発射する自走式機雷SLMM（Mk67）があり、自衛隊はうらが型掃海母艦が敷設艦を兼ねる。また、ロシア海軍では伝統的に多くの水上戦闘艦艇に機雷敷設用軌条を設けて、敷設艦としての運用を可能にしている。
今なお専用の機雷敷設艦を所有する国は、機雷が有効な浅くて長い海岸線を持つ韓国、ノルウェー、スウェーデン、フィンランドなど、ごく少数である。

## 機雷敷設型潜水艦
水上艦に比べ機雷の搭載量が少ないが、敵による確認が困難となる潜水艦によって、安全だと思っていた航路に罠が置けるメリットは大きい。第二次世界大戦後は、Mk57機雷などの魚雷発射管から機雷が放出されるようになり、専用の機雷発射管を持つ機雷敷設型潜水艦は建造されなくなった。
ドイツ
- UボートUC型 - WW1のドイツ。沿岸
- UボートUE型 - WW1のドイツ。航洋。U125は日本の戦利品となり「〇一潜水艦」（（仮称））と改名された。
- UボートVIID型 - WW2のドイツ。航洋
- UボートXB型 - WW2のドイツ。航洋

イギリス
- E級潜水艦 (イギリス海軍) - WW1のイギリス
- M級潜水艦M3 - 1920年 - 1932年のイギリス

イタリア
- Foca-class submarine
- Bragadin-class submarine
- Italian submarine Pietro Micca (1935) - 1935年 - 1943 イタリア

ロシア、ソビエト連邦
- クラブ (潜水艦) - 1915年 - 1917 ロシア
- カレフ級潜水艦
- L型潜水艦 - 1931年 - 1971年ソビエト連邦

その他
- グランパス級潜水艦 - 1933—1945年のイギリス
- アルゴノート (SS-166) - 	1928年就航。アメリカ
- サフィール級潜水艦 - 1930年就航。フランス。
  - 同級のリュビは、終戦まで戦い抜き、22隻を沈めるという目覚ましい活躍をしたことから、勲章Compagnon de la Libérationを贈られた。

- Wilk-class submarine - 1929年 - 1955年のポーランド
- 伊百二十一型潜水艦 - 1927–1945年の日本